# Sicera
Sicera é um gênero de traça pertencente à família Agonoxenidae.